# 比華利街
比華利街（英語：Beverley Street）是位於加拿大安大略省多倫多市中心的一條小道及單車徑。這條街道建於1870年代，旁邊是大型且令人垂涎的地段。當地人普遍認為，這條路是街道東側的固連治（Grange）及寶雲村（Baldwin Village）社區和西側多倫多華埠的分界線。它被指定為多倫多單車網絡中的35號單車路線。
比華利街是一條雙向服務的雙車道道路，在完全鋪砌的道路的路邊設有額外的單車徑。由於這些獨特的單車徑，這條道路成為多倫多市區西側的主要南北單車徑。由皇后西街（Queen Street West）開始，在書院街（College Street）結束，這條路繼續向北轉入聖佐治街（St. George Street），這條街貫穿多倫多大學的主校區。街道長約一公里。沿街的景點包括固連治公園（Grange Park）、安大略美術館、意大利總領事館、佐治·布朗故居及二戰波蘭戰士紀念堂。

## 流行文化
- Charlotte Gray於1997年出版了一本紀實類書籍《金夫人：伊莎貝爾·麥肯齊·金的生平與時代》（Mrs. King: The Life and Times of Isabel Mackenzie King），其中部分討論了比華利街及其周邊地區的生活。[2]
- Blue Rodeo在其2005年的Are You Ready專輯中收錄了一首關於比華利街的歌曲。